# Nyssodectes longula
Nyssodectes longula là một loài bọ cánh cứng trong họ Cerambycidae.